# Barri de la Vila, recinte medieval de Requena
El Barri de la Vila, també anomenat Recinte Medieval de Requena, és un bé d'interès cultural sense nombre d'anotació ministerial, però amb codi 46.17.213-006. Es troba en l'esmentada localitat de Requena. a la comarca de la Plana d'Utiel, a la província de València.

## Descripció historicoartística
El Barri de la Vila, és el més antic de Requena, i en ell poden trobar-se els primers indicis de població. Ja en època almohade. la Vila té una estructura urbana típica de les ciutats hispà- musulmanes. la seva base es troba sobre un promontori calcari, la qual cosa proporcionava una defensa natural, a més, comptava amb una  muralla, i amb les torres defensives, així com les diferents portes d'accés a la ciutat. El Barri de la Vila va ser declarat en 1966 Conjunt Històric Artístic de caràcter Nacional.
Dins del recinte de la Vila podem remarcar. per la seva importància historicoartística els següents edificis, monuments o llocs característics: Carrer de Santa Maria, Carreró de Paniagua Casa dels Pedrón, Casa de Santa Teresa, Casa de l'Art Major de la Seda, Costa de les Carnisseries o de Sant Julià, Costa del Castell, Costa del Crist, Costa i Porta de l'Àngel, Coves de la Vila, Església de Sant Nicolau de Bari, Església de Santa Maria, Església parroquial del Salvador, l'Alcassaba, la Fortalesa, el Call, la Medina (nucli urbà de la Vila), el Palau del Cid, Plaça de la Vila, Plaça del Castell i la Torre de l'Homenatge.
El seu traçat és irregular, situant-se a la zona més al nord i més elevada l'alcassaba; tot que després de la conquesta cristiana es va dur a terme una remodelació amb un traçat més regular. No se sap amb exactitud el lloc on s'ubicava la mesquita, encara que es creu que era al lloc que ocupa actualment l'Església de Santa Maria.
Una peculiaritat del subsòl del barri de la Vila és la presència en el mateix d'una sèrie de coves que s'utilitzaven com a magatzems i sitges, degut a la importància que tenia el municipi com Port Sec i Almoixerifat amb bestiar. llana i blat.
Per accedir-hi, s'utilitzava l'anomenada Costa del Castell, que unia la població amb el camí de Castella, i que constituïa l'accés original al recinte de la fortalesa.
Al marge d'aquesta entrada, la muralla comptava amb altres accessos, també dins del barri medieval, com la costa de les Carnisseries o de Sant Julià, la Costa del Crist, o la Costa i Porta de l'Àngel.
El centre neuràlgic del barri medieval el representa la plaça de la Vila, avui anomenada plaça del Barnús, oberta al segle xvi i que va funcionar com a Plaça Major.
Les tres esglésies que formen part del conjunt històric de la Vila: l'Església de Santa Maria (la més gran), l'Església de Sant Nicolau (la més antiga) i l'església del Salvador (la de major rang eclesiàstic); van ser reformades en el segle xvii.

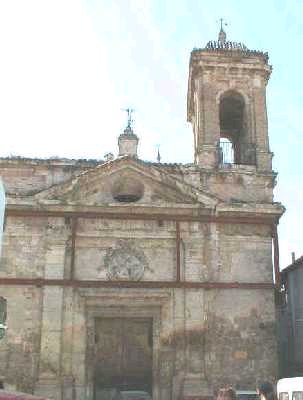
Església de Sant Nicolau
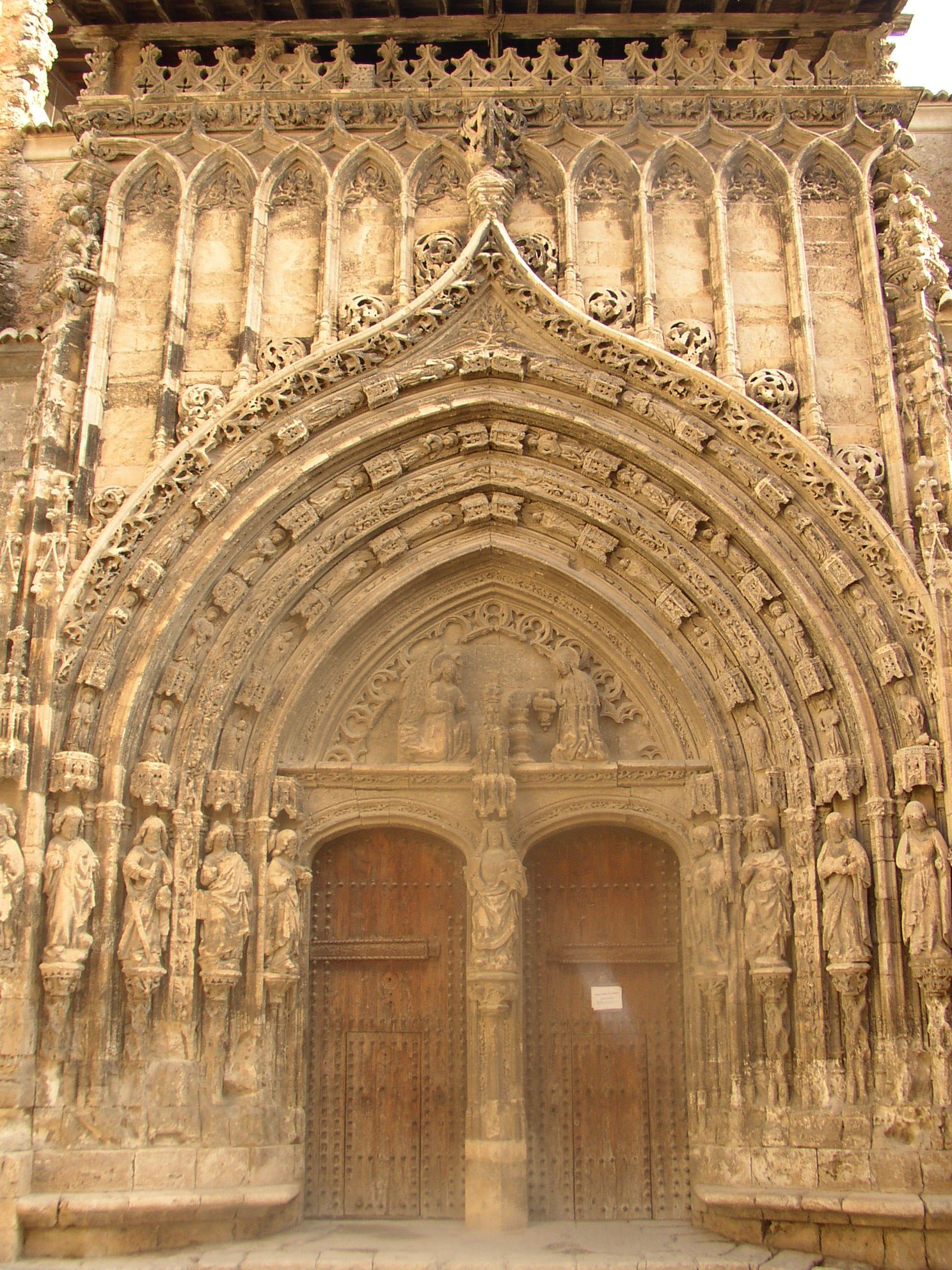
Església de Santa Maria
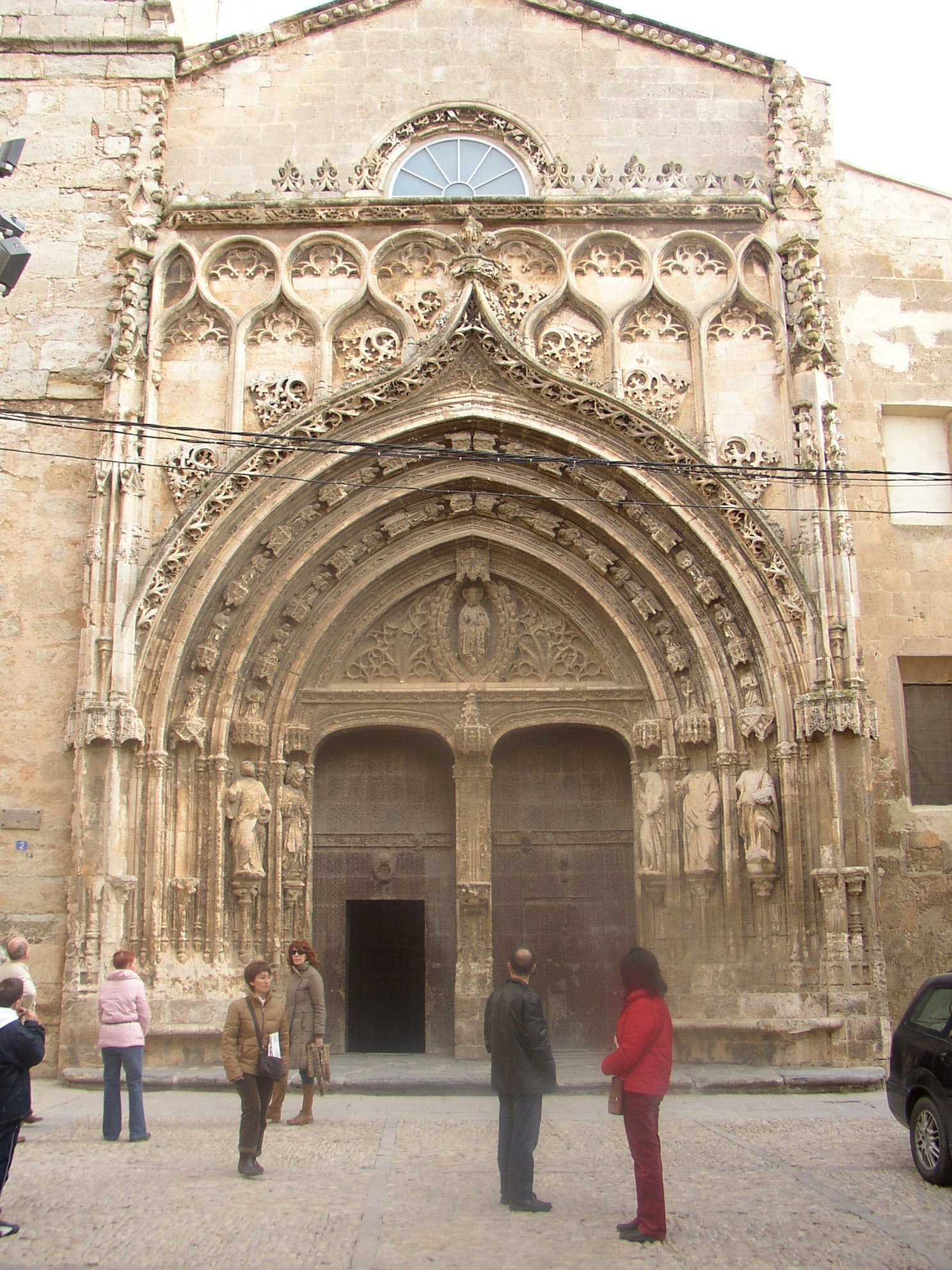
Església del Salvador
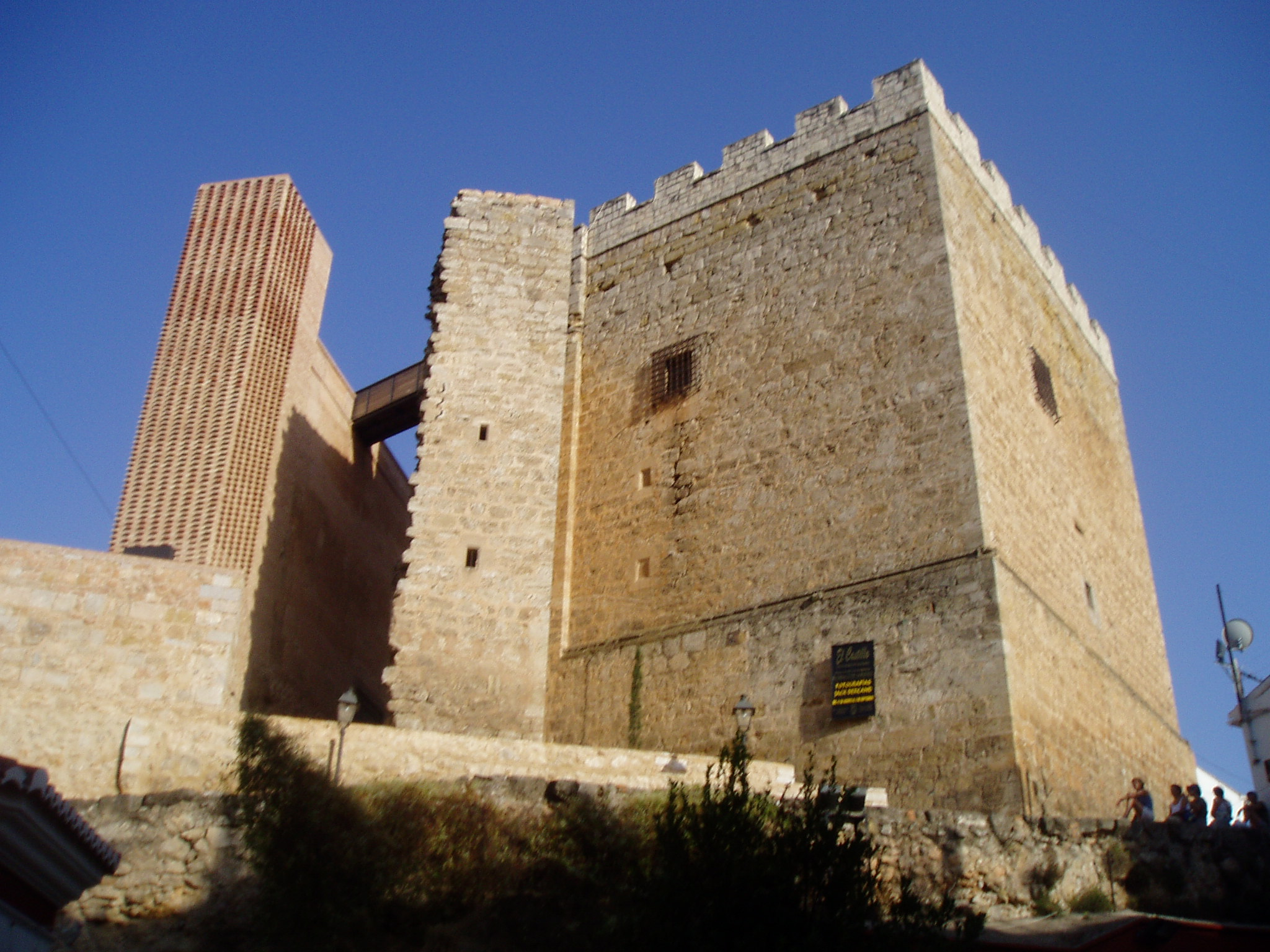
El castell. Torre de l'Homenatge

En aquesta part de la Vila encara hi ha un Palau del Cid, del segle xv que, es diu, ocupa el solar sobre el que va estar la residència del cavaller castellà.
Fora de les muralles. però formant part del barri medieval. hi ha el barri de les Penyes, i situada entre el Raval i el recinte medieval es troba el primitiu call que va ser l'eix comercial que va substituir a la vila pel seu millor accessibilitat, la qual cosa al seu torn va provocar el creixement de la població desplaçant a la vila. És possible reconèixer en el nom dels carrers els oficis que s'hi desenvolupaven. Els edificis del conjunt no tenen una tipologia unitària. sinó que les fàbriques utilitzades són mixtes (de maçoneria i tova, escassejant el carreu), els forjats de fusta i les cobertes exteriors de teulada àrab, normalment tenen dues o tres plantes.